# Popoli di Tessaglia!

Popoli di Tessaglia! – Io non chiedo, eterni Dei (« Peuples de Thessalie ! – Moi, je ne demande pas, Dieux éternels ») (K. 316/300b) est un récitatif et un aria pour soprano et orchestre que Wolfgang Amadeus Mozart a écrit pour Aloysia Weber. Cet aria est fameux car il contient deux fois la note sol5, c'est-à-dire le sol au-dessus du contre-ut.

## Historique
L'aria a été spécialement écrit afin de mettre en valeur les possibilités exceptionnelles de la voix de la future belle-sœur de Mozart, Aloysia Weber, âgée alors de dix-huit ans. Aloysia Weber, sœur aînée de Constance Weber, future épouse du compositeur, avait chanté d'autres arias de Mozart (Vorrei spiegarvi, oh Dio! K. 418 et No, no, che non sei capace K. 419). Mozart a commencé ce récitatif et aria à Paris. Dans une lettre envoyée à Aloysia, il écrit que son travail était quasi terminé et qu'il espérait que l'aria lui plairait autant qu'à lui:
«  Je peux seulement dire que de toutes les œuvres de cette catégorie, je crois que cette scène est la meilleure que j'ai composée dans ma vie. »
De manière étrange, Mozart n'a terminé la composition que six mois plus tard, lors de son retour à Munich, pour être inséré dans l'opéra Alceste de Christoph Willibald Gluck. Le manuscrit daté du 8 janvier 1779 porte la dédicace: « Scena per la Signora Weber ».
L'interruption dans le processus de création est expliquée dans le livre d'Alfred Einstein Mozart, His character, His work, où il spécule qu'Aloysia avait rompu sa relation avec Mozart avant qu'il n'ait terminé l'aria. Finalement Mozart aurait terminé la composition comme symbole de la rupture avec Weber. Suivant l'opinion d'Einstein: « Mozart s'enthousiasme d'autant plus pour son travail qu'il arrête de penser à sa bien aimée et à ses extraordinaires prouesses vocales dans l'aigu, et cela lui permet d'oublier la situation dramatique. Sur le plan des qualités musicales, techniques et créatives, Mozart dépasse de beaucoup Gluck ».
Les sopranos qui sont capables aujourd'hui d'aborder cet aria sont rares et, par conséquent, ce morceau est généralement omis dans les représentations de l'Alceste. La pièce est devenue un air de concert, qui est chanté lors de récitals par les rares chanteuses qui sont capables d'aborder un air si diaboliquement difficile.

## Musique
L'aria est écrit pour un hautbois, un basson, 2 cors en do, et les cordes. Le récitatif initial comprend 47 mesures et est en do mineur. Il est écrit à , et le tempo est indiqué Andantino sostenuto e languido. L'aria suivant comprend 192 mesures et est en do majeur. Cet aria est divisé en deux parties: la première partie marquée à 
 et Andantino sostenuto e cantabile, se termine à la mesure 85. La seconde partie, marquée Allegro assai à . L'aria a une étendue vocale de deux octaves et une seconde majeure, allant du fa3 jusqu'au sol5; cette dernière note apparaît deux fois (aux mesures 165 et 172):

## Texte
Le texte de l'aria est tiré de l'opéra Alceste, et a été écrit par Ranieri de' Calzabigi. Il figure dans l'acte I, scène 2.

Popoli di Tessaglia,

ah mai più giusto fu il vostro pianto;

a voi non men che a questi

innocenti fanciulli Admeto è padre.

Io perdo il caro sposo, e voi l'amato re.

La nostra sola speranza, il nostro amor

c'invola questo caso crudel,

né so chi prima in sì grave sciagura

a compianger m'appigli

del regno, di me stessa, o de' miei figli.

La pietà degli dei sola

ci resta d'implorare, d'ottener.

Verrò compagna alle vostre preghiere,

a' vostri sacrifizi avanti all'are

una misera madre, due bambini infelici,

tutto un popolo in pianto presenterò così.

Forse con questo spettacolo funesto,

in cui dolente gli affetti,

i voti suoi dichiara un regno,

placato alfin sarà del ciel lo sdegno.

  

Io non chiedo, eterni dei

tutto il ciel per me sereno.

Ma il mio duol consoli almeno,

qualche raggio di pietà.

Non comprende mali miei

né il terror che m’empie il petto,

chi di moglie il vivo affetto,

chi di madre il cor non ha.